# Otacilia onoi
Espèce
Otacilia onoi est une espèce d'araignées aranéomorphes de la famille des Phrurolithidae.

## Distribution
Cette espèce est endémique de Thaïlande. Elle se rencontre vers Bangkok.

## Description
Le mâle holotype mesure 2,15 mm et la femelle paratype 2,20 mm.

## Étymologie
Cette espèce est nommée en l'honneur d'Hirotsugu Ono.

## Publication originale
- Deeleman-Reinhold, 2001 : Forest spiders of South East Asia: with a revision of the sac and ground spiders (Araneae: Clubionidae, Corinnidae, Liocranidae, Gnaphosidae, Prodidomidae and Trochanterriidae. Brill, Leiden, p. 1-591.